# 西訓子府站

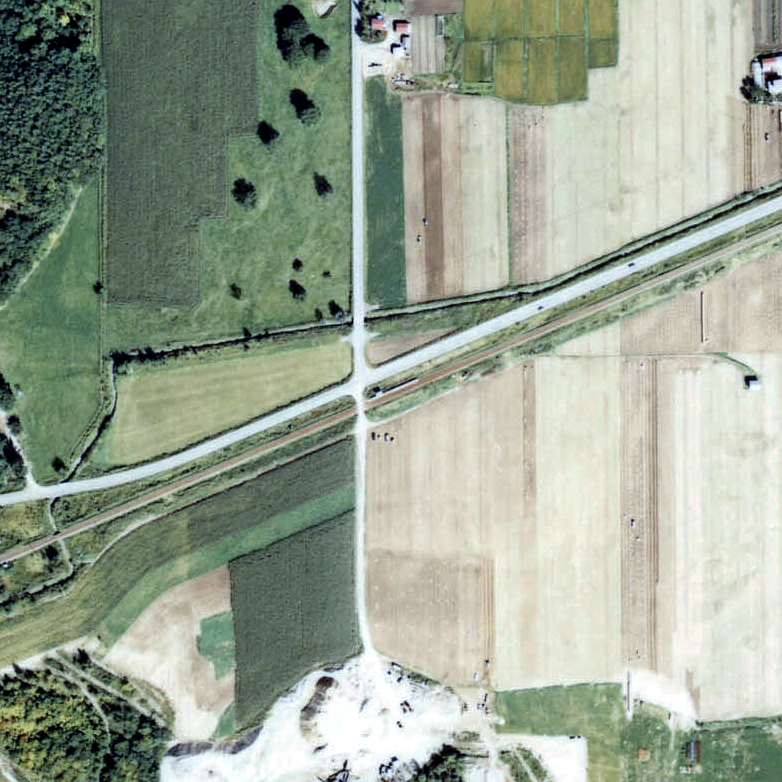
1977年國鐵池北線時代的西訓子府站與方圓500米範圍。右邊為北見方向。當時為一座臨時乘降場規模的車站，只有一座簡單月台。月台上旁邊有候車室。車站靠近訓子府町的西邊界，在池田一方設有西三十三號平交道。南邊設有一條常呂川，下方可看見河沙採集場。

西訓子府站（日语：／ Nishi-Kunneppu eki */?）是位於北海道常呂郡訓子府町字西富，北海道池北高原鐵道的故鄉銀河線車站（廢站）。隨著故鄉銀河線廢線，車站在2006年（平成18年）4月21日廢除。

## 歷史
- 1956年（昭和31年） - 日本國有鐵道網走本線西訓子府臨時乘降場（局（日语：鉄道管理局）設定）啟用。
- 1959年（昭和34年）11月1日 - 升級至車站。當時為旅客車站。
- 1961年（昭和36年）4月1日 - 池田至北見之間改名為池北線，成為池北線車站[2]。
- 1987年（昭和62年）4月1日 - 伴隨國鐵分割民營化，車站由北海道旅客鐵道（JR北海道）營運。
- 1989年（平成元年）6月4日 - 北海道池北高原鐵道繼承池北線[2][3][4][5][6]。
- 2006年（平成18年）4月21日 - 故鄉銀河線全線廢除[1][7]，此站也廢除。

## 車站構造
截至車站廢除前，此站是地面車站，設有1面1線的單式月台。

## 車站周邊
車站附近設有一些民居。
- 北海道道50號北見置戶線（日语：北海道道50号北見置戸線）
- 常呂川（日语：常呂川）
- 北海道北見巴士（日语：北海道北見バス）「西富33號線」巴士站

## 相鄰車站
北海道池北高原鐵道
故鄉銀河線
境野－西訓子府－西富

## 注腳
1. 1 2 3  北見現代史編集委員会（編集）. . 北見市: 981頁. 2007-01 （日语）.
2. 1 2   田中和夫（監修）. . 上巻 国鉄・JR線. 北海道新聞社（編集）. 2002-07-15: 236–237頁. ISBN 978-4-89453-220-5. ISBN 4-89453-220-4 （日语）.
3. ↑  田中和夫（監修）. . 下巻 SL・青函連絡船他. 北海道新聞社（編集）. 2002-12-05: 222頁–223頁. ISBN 978-4-89453-237-3. ISBN 4-89453-237-9.
4. ↑  北見現代史編集委員会（編集）. . 北見市: 952頁,954頁. 2007-01 （日语）.
5. ↑  ふるさと銀河線10周年記念事業実行委員会（編集）. : 21–24頁、95頁. 1999-06-04 （日语）.
6. ↑  . 北海道新聞 (北海道新聞社). フォト北海道（道新写真データベース）. 1989-06-03  [2016-11-25]. （原始内容存档于2016年11月25日） （日语）.
7. ↑  . 北海道新聞 (北海道新聞社). フォト北海道（道新写真データベース）. 2006-04-21  [2016-11-25]. （原始内容存档于2016年11月25日） （日语）.